# 新婚さん旧婚さん
『新婚さん旧婚さん』（しんこんさんきゅうこんさん）は、1969年（昭和44年）7月29日から同年10月28日まで、日本テレビの火曜日21:30 - 22:26枠で放送されたテレビドラマ。全14話。

## 概要
源氏鶏太の『家庭との戦い』を原作として、テレビドラマに仕上げた作品。岩瀬進一と花子の新婚夫妻、進一の勤め先の「南沢産業」の社長・南沢勇造と郁子の旧婚夫妻が本作の中心である。
女性上位になりつつあった時、勇造は社員に対し「社員を家庭の奴隷にするな」とマイホーム主義反対の命令を下す。マイホーム社員の進一はこの命令に振り回されることになる。勇造は特にこの進一を見るたび「こうあってはならない」と思い、この革命の第一歩として進一を自宅に引き取り、家の門限は夜10時と決めている花子に挑戦させた。しかしその南沢家にも、取引先の銀行の重役令嬢だった妻・郁子に二男一女の子供たちと敵となる存在は多く、明治生まれの勇造にとって油断ならない相手ばかりだった。

## キャスト
- 岩瀬進一：なべおさみ
- 岩瀬花子：生田悦子
- 南沢勇造：曽我廼家明蝶
- 南沢郁子：宝生あやこ
- 笹野昆平（課長）：人見明
- 南沢真也子：池田和歌子
- 南沢勇一郎：平井昌一
- 南沢孝一郎：山川ワタル
- 人気作家・菱沼：藤村有弘
- 山谷敏夫：宗近晴見
- 編集長：南左斗子
- みさ子：宮地晴子 - バーのマダムで、勇造の浮気相手
- 山田華子：石井富子
- 修平：大泉滉
- 西口：細川俊夫
- ゆき：幾野道子
- 早苗：赤沢亜沙子
- 正子：田中肇子
- 織賀邦江

## スタッフ
- 原作：源氏鶏太
- 脚本：八木美津雄、菅野昭彦、元持栄美
- 演出：八木美津雄、貞永方久
- 制作：日本テレビ

## サブタイトル
| 話数 | 放送日         | サブタイトル             | 脚本       | 演出       | ゲスト                                                  |
| ---- | -------------- | ------------------------ | ---------- | ---------- | ------------------------------------------------------- |
| 1    | 1969年7月29日  | おお、マイホーム         | 八木美津雄 | 八木美津雄 |                                                         |
| 2    | 1969年8月5日   | 日曜もダメよ!            | 八木美津雄 | 八木美津雄 |                                                         |
| 3    | 1969年8月12日  | あなたってダメね!        | 菅野昭彦   | 八木美津雄 | 石黒：西沢利明                                          |
| 4    | 1969年8月19日  | 仰げば尊し               | 菅野昭彦   | 八木美津雄 | 進一の中学時代の恩師：ハナ肇                            |
| 5    | 1969年8月26日  | すえぜん食わぬは…        | 菅野昭彦   | 八木美津雄 |                                                         |
| 6    | 1969年9月2日   | やると思えばどこまでも!  | 菅野昭彦   | 八木美津雄 |                                                         |
| 7    | 1969年9月9日   | 泣くな男なら             | 元持栄美   | 貞永方久   | 洋子（花子の同級生）：原良子、洋子の夫：大村文武        |
| 8    | 1969年9月16日  | 愛して、愛して、喧嘩して | 菅野昭彦   | 貞永方久   | 杉山（花子の学生時代の友人）：大丸二郎、 芳江：野中マリ |
| 9    | 1969年9月23日  | 内助の功というけれど     | 元持栄美   | 八木美津雄 |                                                         |
| 10   | 1969年9月30日  | 帰りません勝つまでは     | 菅野昭彦   | 八木美津雄 |                                                         |
| 11   | 1969年10月7日  | 顔で怒って心で泣いて     | 菅野昭彦   | 貞永方久   |                                                         |
| 12   | 1969年10月14日 | 近くて遠きは夫婦の仲     | 菅野昭彦   | 貞永方久   | 君千代（川治温泉の芸者）：川口恵子                      |
| 13   | 1969年10月21日 | とかくこの世は…          | 菅野昭彦   | 八木美津雄 |                                                         |
| 14   | 1969年10月28日 | あなた好みの…            | 菅野昭彦   | 八木美津雄 |                                                         |